# La Table des Fées (Chênedouit)
La Table des Fées (deutsch „Feentisch“, auch La Table aux Fées oder Dolmen de la Cardotière genannt) ist ein kleiner gestörter Dolmen südöstlich von Chênedouit in Putanges-le-Lac bei Flers im Süden des Département Orne in der Normandie in Frankreich. Dolmen ist in Frankreich der Oberbegriff für neolithische Megalithanlagen aller Art (siehe: Französische Nomenklatur).
Die Reste der vom Typ her unbestimmbaren Megalithanlage liegen in einer Feldmauer und bestehen aus einem Deckstein, der sich an einem steilen Hang über einem kleinen Bach in einer etwas merkwürdigen Position befindet. Der pilzförmige Deckstein misst etwa 2,0 Meter, ist unten flach und ansonsten allseits gerundet und liegt mehr als einen Meter vom Boden entfernt auf einem Tragsteinpaar. Andere Steine, deren ursprüngliche Position nicht zu ermitteln ist, liegen an Boden.
Ein gleichnamiger Dolmen liegt in Fresnicourt-le-Dolmen.